# Ludolf Heinrich Hake
Ludolf Heinrich Hake (auch Hack, Haack, Heck: S. 183; * 19. März 1677 in Brilon; † nach 1720) war der erste heute bekannte Professor der Rechtswissenschaft der Düsseldorfer Rechtsakademie.

## Leben
Hakes Vater trug den Namen Walradus Hake. Ludolf wurde am 6. Mai 1694 als „logicus ex gymnasio Laurentiano“ an der Universität zu Köln immatrikuliert. Bereits zwei Jahre später wurde er im Promotionskatalog des Gymnasiums Laurentianum als Magister geführt. Weitere Angaben zum Erlangen seines Doktorgrades, seines Werdeganges und zum Beginn seiner Lehrtätigkeit in Düsseldorf waren, auch aufgrund der Namenshäufigkeit, nicht mehr zu ermitteln.: S. 183 Im Buch Geschichte der Stadt Düsseldorf (1921) ist nicht einmal der Vorname genannt. Ob verwandtschaftliche Beziehungen zu den Personen gleichen Namens Kanzleiverwalter Hake (1679) und Hofrat Lic. Leopold Brixius Hack (1624) bestehen, lässt sich heute ebenfalls nicht mehr klären. Eine Abkunft von den gleichnamigen Adelsgeschlechtern Hake erscheint eher unwahrscheinlich.
Unter der Regentschaft Jan Wellems (1679–1716) als Herzog des Herzogtum Berg werden nach dem Pfälzischen Erbfolgekrieg ab 1697 die ersten juristischen Vorlesungen in Düsseldorf mit Hake begonnen haben. Zuvor hatte der reformfreudige Herrscher den sogenannten Edelknaben-Unterricht eingeführt. Hakes Studenten kamen aus dem In- und Ausland; sie setzten sich nachdrücklich für die Fortsetzung der Vorlesungen ein. Am 1. Mai 1712 wurde er in seiner Funktion als Hofrat zum kurpfälzischen Kammergericht versetzt.: S. 41 Sein Nachfolger Gerheuser hatte die Fortführung bei den Jülich-Bergischen Landständen am 3. Mai 1718 empfohlen.
Mit dem Tod Jan Wellems 1716 verlieren sich die Spuren Hakes. Johann Wilhelms Bruder, Karl Philipp, löste den Hofstaat auf und verlegte den Regierungssitz nach Heidelberg, vier Jahre später nach Mannheim. Außerdem war das Land wegen zu großzügiger Ausgabenpolitik Jan Wellems hochverschuldet.: S. 184 Nachfolger Hakes wurde Franciscus Gerheuser (ab 1687). Dieser soll zuvor bei Hake studiert haben.: S. 185